# Pyrausta syfanialis
Pyrausta syfanialis is een vlinder van de familie van de grasmotten (Crambidae). De wetenschappelijke naam van deze soort is voor het eerst voorgesteld als Herbula syfanialis door Charles Oberthür in een publicatie uit 1893.
De soort komt voor in China (Sichuan).